# 巫蠱
巫蠱，也叫蠱、蠱術，學術上稱作蠱毒巫術（poisonous magic），是源自中國南方的一種黑巫術，為一種操縱毒蟲，用作懲罰違規的人或咒詛害人。

蠱字小篆

施用巫蠱又叫下蠱、放蠱、蠱惑。後來「蠱惑」引申為迷惑人心，粵語中再引申成「狡猾」或「心術不正」之意；「整蠱」和「整蠱做（作）怪」在粵語中則分別有「戲弄」和「裝神弄鬼／搞小動作」的意思。

## 概述
根據民間信仰，巫師用一種特殊毒蟲左右人的一切，服務於某種特定的目的，巫師以毒蟲迫使人順從其意志，任憑操控。除了毒蟲之外，亦可操縱蛇、蛙、鳥、狗、貓等動物。因為巫蠱需要媒介（蠱）才能作法，故與道士無需媒介的召鬼法（招魂）不同。放蠱的目的在於加害自己的仇敵，或用於報復他人，使役動物的靈魂為其服務，盜取他人財富作為已用，但蠱也有用於醫學及其它領域。干宝在《搜神记》描绘到，“荥阳郡（今河南省）有一家姓廖，累世为蛊，以此致富。后娶新妇，不以此语之。遇家人咸出，唯此妇守舍，忽见屋中有大缸。妇试发之。见有大蛇，妇乃作汤，灌杀之。及家人归，妇具白其事，举家惊惋。未几。其家疾疫，死亡略尽。”

## 「蠱」字源流考
蠱，音古。從字形上來看屬於象形文字，最早出現於殷墟出土的甲骨文。
- 「有疾齒，唯蠱虐。」（《小屯‧殷墟文字乙編》7310片）
- 「（有）疾，不（唯）蠱。」（《戰後京津新獲甲骨集》1675片）
- 「犬蠱祝」（商承祚/著 《福氏所藏甲骨文字考釋》 金陵大學 1953年 第4頁）
- 「貞，不唯蠱？」（《鐵雲藏龜》12.3）
- 「病，其唯蠱？」（胡厚宣/著《殷人疾病考》引盧靜齋藏片。）
- 「貞：王舌病，唯有古？」（楊樹達注：古、蠱音同，古亦當讀為蠱也。參見《積微居甲骨說》，中國科學院出版社 1954年，第59頁。）
- 「貞：王病，不為豈。」（豈字為蠱的假借字，楊樹達/著 《卜辭求義》群聯書店，第4頁。）
- 许慎《说文》曰：“蛊，腹中虫也。”

## 巫蠱的製作

### 造蠱
“蠱”是一種人工畜養的毒蟲。將不同種類的多隻毒蟲（俗稱百毒）放在瓦罐或罎中，使其互相咬殺，並吞食屍體，最後存活下來的毒蟲就叫“蠱”。
最早在隋朝已有記載此法。《隋书·地理志下》：“新安、永嘉、建安、遂安、鄱阳、九江、临川、庐陵、南康、宜春，其俗又颇同豫章，而庐陵人厖淳，率多寿考。然此数郡，往往畜蛊，而 宜春 偏甚。其法以五月五日聚百种虫，大者至蛇，小者至蝨，合置器中，令自相啖，餘一种存者留之。蛇则曰蛇蛊，蝨则曰蝨蛊，行以杀人。使人食之入腹，蛊食其人五脏。人死则其产业移入蛊主之家。三年不杀他人，则畜蛊者自钟其弊。累世子孙，相传不绝，亦有随女子嫁焉。干宝谓之为鬼，其实非也。自侯景乱后，蛊家多绝，既无主人，故飞游道路之中则殒焉。”唐代亦沿襲此法，《通书·六书略上》说“造蛊之法，以百虫置皿中，俾相啖食，其存者为蛊。”《岭南卫生方》在“制蛊之法，将百虫置器密封之。使其自相啖食，经年后，独存者为蛊。”

### 放蠱
根據文獻記載：“江南數郡有畜蠱者，主人行之以殺人。行飲食中，人不覺也。其家绝灭者，则飞游妄走，中之则毙。”放蠱的人通常會將蠱蟲或蠱藥研磨成粉末狀，放入飲食或飲水之中，或用指甲彈在衣物上。有的必須開壇作法，施厭魅之術使人中蠱。有的則是將有蠱的衣服、物品放置在路中央，任由人去撿拾，拾獲者即是把蠱帶回家中，那家人就成了有蠱的人家。

## 巫蠱的種類

### 蠱毒

#### 毒蟲蠱
- 蜘蛛蠱
- 水蠱
- 蜈蚣蠱
- 蜣螂蠱，2013年电影《狄仁杰之神都龙王》中有此内容，东岛人对大唐使用的一种阴谋活动。[3]
- 金蠶蠱，这种蛊术借金银财宝而发挥作用。这种蛊术使人七日流血而死。[4]
- 飛蠱[5][4]

#### 獸蠱
- 犬蠱（犬神）
- 貓蠱（貓鬼）
- 鼠蠱
- 蛇蠱[6]
- 蜥蜴蠱
- 蝦蟆蠱(蛤蟆蠱)
- 泥鰍蠱，将竹叶和蛊药一起融合浸泡，日久天长就变成了有毒的泥鳅；这种蛊术使人体内出现泥鳅走动而死。[4]
- 飛蛇蠱

#### 植物蠱
- 黃谷蠱
- 樹蠱
- 挑生蠱

#### 物品蠱
- 石頭蠱，将石头和蛊药混合在一起，就成了石头蛊。这种蛊术使人三五年而死。
- 疳蠱，又名“放疳”、“放蜂”。两广的人，擅长此种。在端午节，将蜈蚣、小蛇、蚂蚁、蝉、蚯蚓、蚰、头发磨成粉末，放置着“五瘟神”像前供奉，日久天长，就成了疳蛊。这种蛊术使人肚疼、腹泻、上下冲动。[4]
- 篾片蠱，将蛊药喷洒在篾片上，就成了篾片蛊；这种蛊术使人四五年而死。[4]
- 腫蠱，中蛊者，腹大、食欲大，口味爱好重盐，凡中蛊后，需戒荤、少盐或是戒盐，戒主食，以槟榔煮水熬制，每日早晨空腹饮用，或是用其他方法 调理排便，每餐少吃，一旦腹中蛊虫跳动，需生食大蒜方可减缓症状。[4]
- 癲蠱，壮族擅长此种。一般将蛇埋在土中，等到腐烂之后取出毒菌就成了癫蛊；这种蛊术使人笑骂无常，发癫而死。

## 辨认
- 吃生黑豆或明礬，闻不到口中腥臭苦澀，说明已经中蛊。[4]
- 吃干草一寸，吐出之后，汁液也随著被吐出，说明中蛊。[4]
- 在鸭蛋上插一根银针，口中含着鸭蛋一个小时，取出后如果蛋白变黑色，说明中蛊。[4]
- 用煮熟的鸡蛋，趁热在人的身上滚，滚后剥开鸡蛋，若蛋白变黑或凹凸不平，即为中蛊。[4]
- 中蛊者会有腹中虫弹跳感，特别是进食过后，腹胀如鼓，长期伴有打嗝。[4]

## 治療
孙思邈曾提出治療中毒之法。《千金方》记载，“凡人中蛊，有人行蛊毒病人者。若服药知蛊虫姓名，当呼唤将去，若欲知蛊主之姓名者，以败鼓皮烧作末以饮，服方寸七。须臾，自呼蛊主姓名，可语令去则愈。又有以蛇涎合作蛊药著饮食中，使人得瘕病者，此种积年乃死，疗之各自有药。江南山间人有此，不可不信之。”
佛教中，《藥師琉璃光如來本願功德經》中提到，如聽聞藥師琉璃光如來名號，巫蠱之術不能危害。
饮酒中蛊最难治。

## 懲處
- 《唐律疏议》卷十八《贼盗律》规定：“诸造畜蛊毒及教令者，绞。”疏议道：“蛊有多种，罕能究悉，事关左道，不可备知。”

## 歷史上的事件
- 參見漢武帝巫蠱之禍條目。
- 《文選》劉歆移書讓太常博士：「遭巫蠱倉卒之難，未及施行。」
- 《文選》潘岳‧西征賦：「弔戾園於湖邑，諒遭世之巫蠱。」
- 《隋書·鄭議傳》：「其婢奏鄭議厭蠱左道，與母別居，為司所劾，由是除名。」
- 《隋書·獨孤皇后傳》：“獨孤皇后異母弟獨孤迤，以貓鬼巫蠱咒詛於后，坐當死。”
- 崇禎十七年，廣州柀閔嬌發生一宗胡蔓草蠱疑案。